# Kahle Drillingsblume
Die Kahle Drillingsblume (Bougainvillea glabra) ist ein kletternder Strauch aus Südamerika. Sie wird häufig als Zierpflanze verwendet.

## Beschreibung

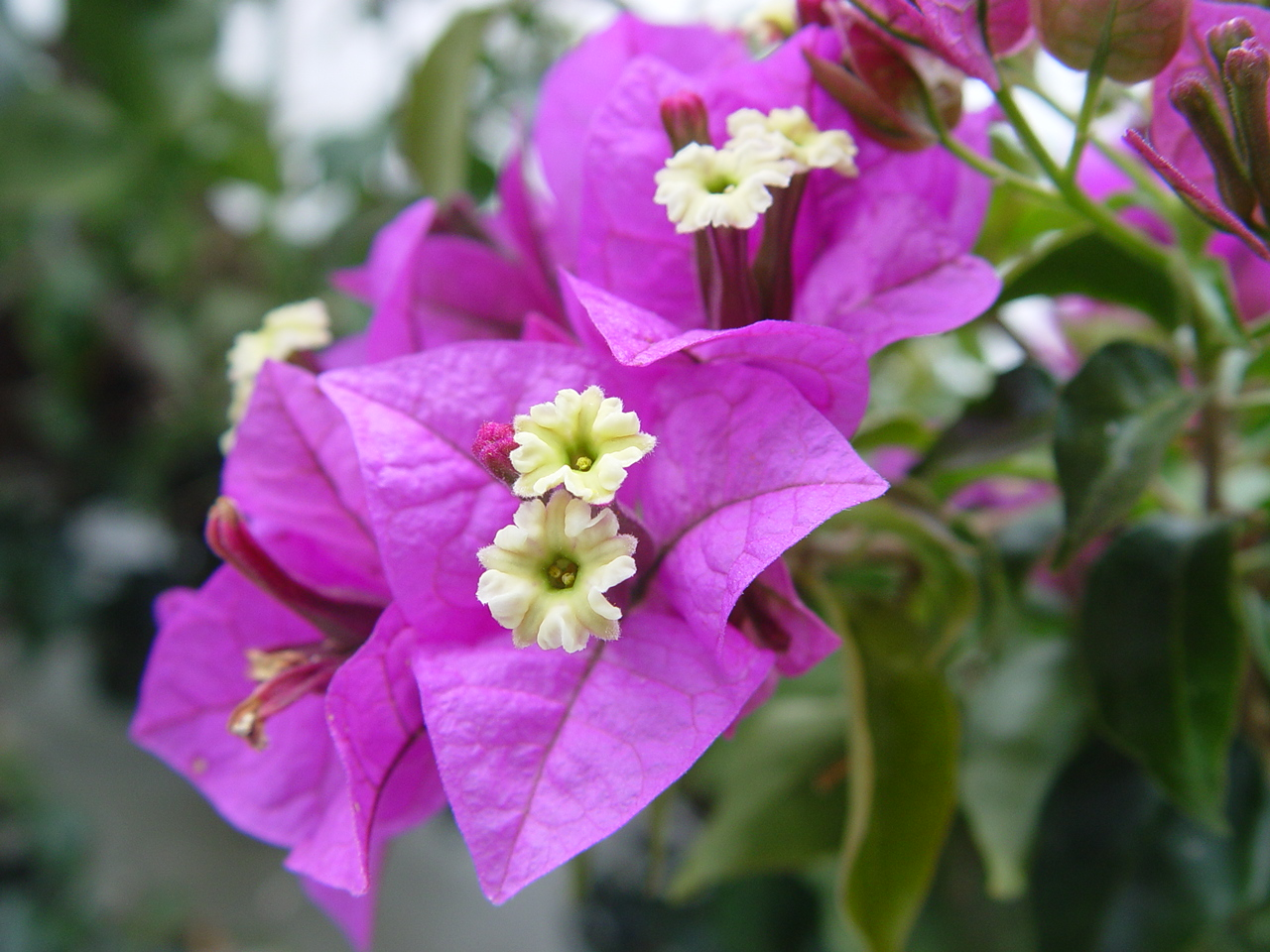
Zweig mit Blüten und purpurfarbenen Hochblättern

Bougainvillea glabra bildet immergrüne, kletternde Sträucher, die als Spreizklimmer bis zu 10 m Wuchshöhe erreichen können. Zunächst klettern die Pflanzen mit Hilfe von Sprossdornen; bei älteren Pflanzen können sich auch die Sprosse umeinanderschlingen und dadurch Halt und Stabilität gewinnen.
Die Stämme sind dick, die Äste überhängend, kahl oder spärlich flaumig behaart. In den Blattachseln werden 5 bis 15 Millimeter lange, gerade bis gebogene Dornen gebildet. Die wechselständigen Laubblätter haben einen 0,3 bis 1 Zentimeter langen Stiel. Die ganzrandige Blattspreite ist eiförmig bis elliptisch, spitz oder zugespitzt, 5 bis 13 Zentimeter lang und 3 bis 6 Zentimeter breit, auf der Unterseite spärlich flaumig behaart und oberseits kahl.
Die zwittrigen Blüten erscheinen achselständig in dreiblütigen Zymen. Die drei blattartigen Hochblätter sind purpurn bis violett oder rot, seltener weiß, gelb, orange, gefärbt, leicht herzförmig, 2,5 bis 3,5 Zentimeter lang und etwa 2 Zentimeter breit. Sie überragen die Blüten und bilden mit diesen ein „Pseudanthium“. Diese wachsen auf etwa 3,5 Millimeter langen Blütenstielen auf der Basis der Hochblätter. Die einfache, rippige, röhrige, unten bauchige Blütenhülle ist außen grünlich bis purpur und fein behaart, innen cremefarben sowie etwa 2 Zentimeter lang. Der kurze, wellige Saum ist fünffach gelappt und ausgebreitet. Die sechs bis acht an der Basis verwachsenen, eingeschlossenen Staubblätter haben 8 bis 13 Millimeter lange, ungleiche Staubfäden. Der oberständige, einkammerige, gestielte Fruchtknoten ist etwa 2 Millimeter lang, der kurze Griffel 1 Millimeter und die längliche, einseitige Narbe 2,5 Millimeter. Es ist ein Diskus vorhanden.
Es werden kleine, kahle, spindelförmige Achänen mit beständigem Perianth und beständigem, papierigem, flügeligem Hochblatt gebildet (Anthocarp).
Die Art blüht in ihrer Heimat und in südlichen Gebieten im Winter und Frühling, im Norden und in Glashäusern von März bis Juli. Nach anderen Angaben blühen die Pflanzen in warmem Klima fast das ganze Jahr hindurch. Die Bestäubung der Blüten erfolgt durch Kolibris.

## Verbreitung
Das natürliche Verbreitungsgebiet liegt in Südamerika, in Brasilien in den Bundesstaaten Bahia, Minas Gerais, Paraná, Pernambuco, Rio de Janeiro, Santa Catarina und São Paulo.

## Systematik und Etymologie
Die Kahle Drillingsblume (Bougainvillea glabra) ist eine Art aus der Gattung Bougainvillea, die zur Familie der Wunderblumengewächse (Nyctaginaceae) gezählt wird. Sie wurde 1849 von Jacques Denys Choisy erstbeschrieben. Synonyme der Art sind Bougainvillea brachycarpa Heimerl, Bougainvillea rubicunda Schott ex Rohrb. und Bougainvillea spectabilis var. glabra (Choisy) Hook.
Der Gattungsname Bougainvillea erinnert an den französischen Seefahrer Louis Antoine de Bougainville (1729–1811), der die Expedition leitete, bei der die ersten Vertreter der Gattung beschrieben wurden. Das Artepitheton glabra stammt aus dem Lateinischen und bedeutet „kahl“.

## Verwendung
Die Art wird häufig in Kultur verwendet, in Gebieten mit Frost in Glashäusern oder als im Gebäude überwinterte Kübelpflanze, sonst im Freien. Sie dient als Zierpflanze und hat auch medizinische Bedeutung. Es gibt zahlreiche Kulturformen mit unterschiedlich gefärbten Hochblättern. Ebenfalls, jedoch seltener, wird die ähnliche Bougainvillea spectabilis kultiviert, die sich durch die samtig-filzige Blattunterseite von Bougainvillea glabra unterscheidet.